# ووادیسواف اسکوچیلاس
ووادیسواف اسکوچیلاس (لهستانی: Władysław Skoczylas؛ ‏ تلفظ لهستانی: [vwaˈdɨswaf]؛ ‏ ۴ آوریل ۱۸۸۳ – ۸ آوریل ۱۹۳۴) نقاش اهل لهستان بود.
از افتخارات وی میتوان به کسب مدال برنز طراحی در بخش مسابقات هنری بازی‌های المپیک تابستانی ۱۹۲۸ اشاره کرد.

## نگارخانه

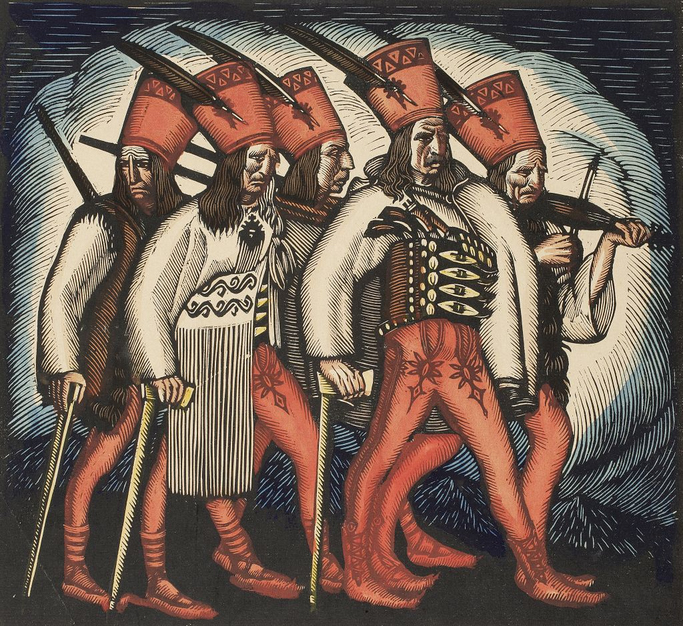
A Procession of Bandits
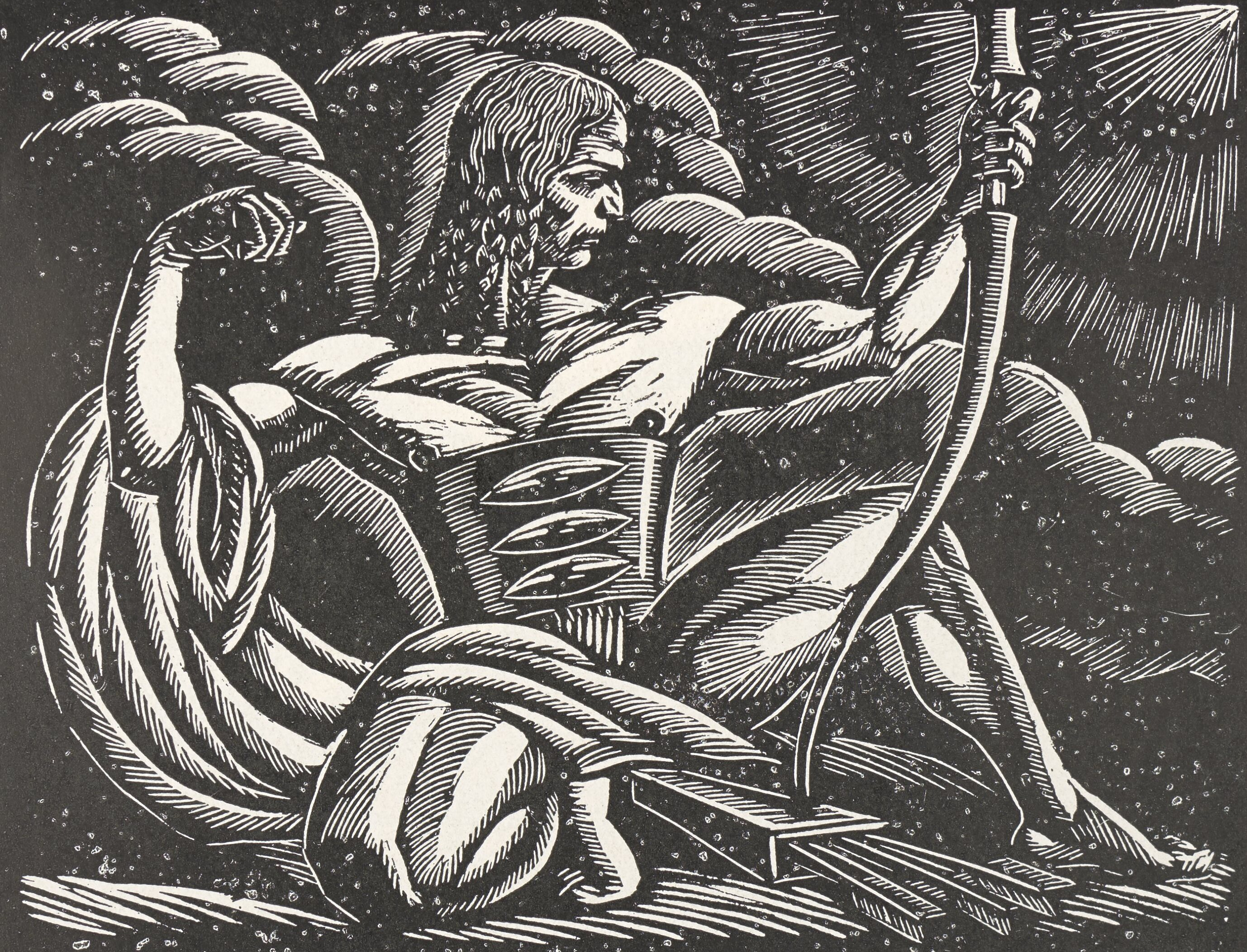
Archer, موزه ملی ورشو
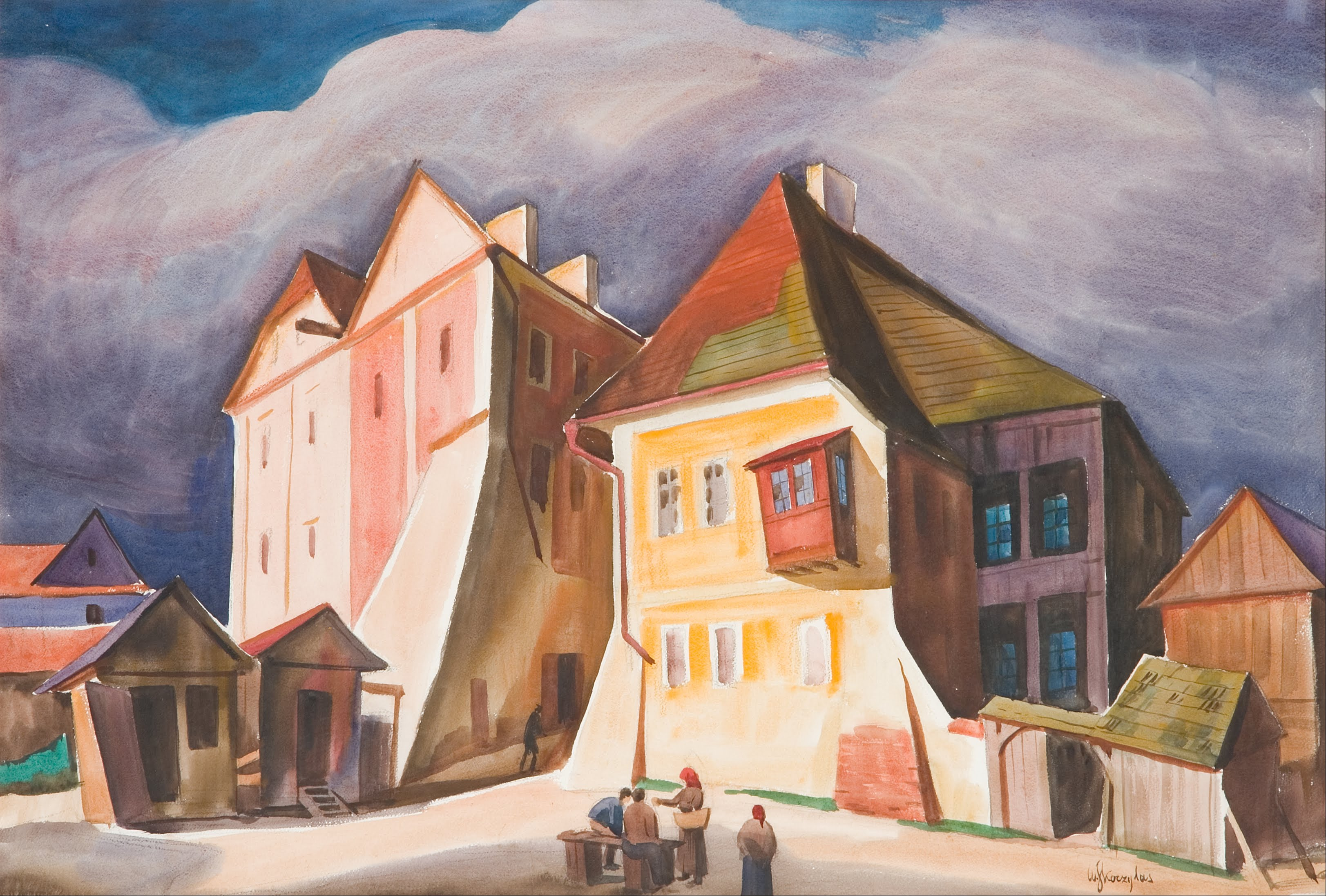
View of کازیمیرز دالنی, Muzeum Sztuki w Łodzi
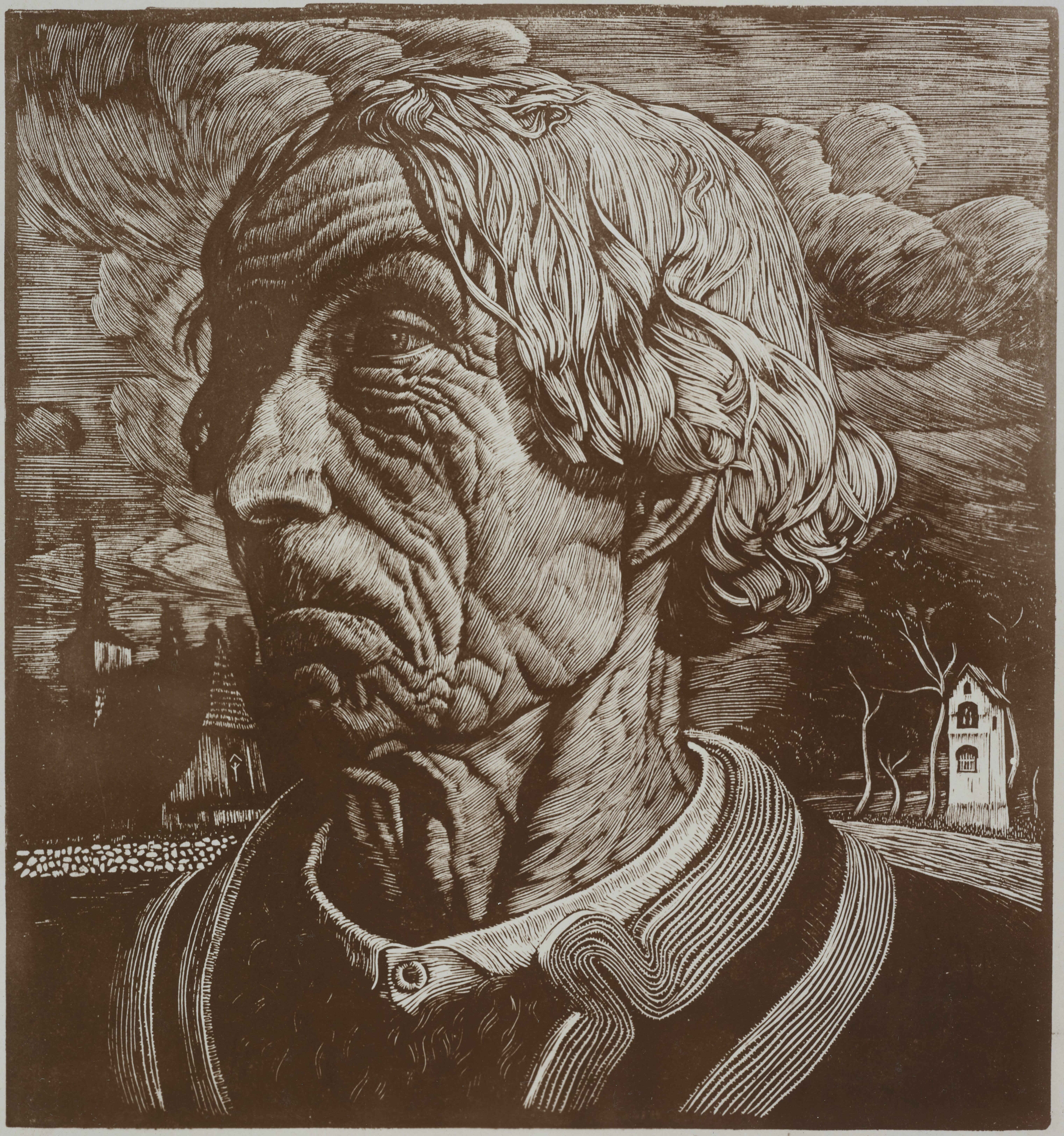
Góral, Tatra Museum